# Glomerulonefrite
La glomerulonefrite è una patologia infiammatoria dei reni che interessa i glomeruli renali e può decorrere in modo acuto, subacuto o cronico con manifestazioni diverse (ematuria, proteinuria, così come sindromi nefritica o nefrosica, insufficienza renale). Può interessare solamente il rene (glomerulonefrite primitiva o idiopatica) come, ad esempio, la nefropatia da IgA, oppure può rientrare in una più ampia malattia sistemica (in particolare del diabete mellito o di malattie autoimmuni come il LES, o una vasculite,  ecc.): la maggior parte delle glomerulonefriti comunque è causata da un deposito di immunocomplessi, cioè di miscele di anticorpi ed antigeni che, nelle proporzioni adeguate, si depositano nel glomerulo renale (per l'elevato flusso ematico e per la naturale carica positiva, attratta dalle cariche negative della membrana glomerulare). Una volta depositati, dunque, possono danneggiare meccanicamente il glomerulo o, più frequentemente, attivare il sistema del complemento e generare una pericolosa cascata infiammatoria richiamando nello spazio di Bowman leucociti, fibrina e mediatori dell'infiammazione.
La causa più comune nel mondo occidentale di glomerulonefrite è il diabete mellito (per le forme secondarie) e la nefropatia da IgA (per le forme primitive): nei paesi meno industrializzati invece prevalgono le forme post-infettive.

## Clinica
Classicamente le GN si presentano con uno dei seguenti quattro quadri clinici:
- Sindrome nefritica: è un pesante danno infiammatorio del glomerulo. Questo infatti diviene incapace perfino di trattenere le cellule del sangue, le quali sono espulse con le urine e si ritrovano all'esame microscopico delle stesse. Si ha così (1) ematuria, (2) ipertensione e (3) oligoanuria cioè una produzione totale di urine nel corso della giornata minore di 400 mL: se il primo segno è ascrivibile alla perdita del filtro glomerulare, gli ultimi due sono dovuti ad una insufficiente attività del rene che diviene incapace di filtrare il sangue causando un sovraccarico circolatorio.
- Sindrome nefrosica: il danno è contenuto alla membrana glomerulare, che perde la sua integrità solo parzialmente ed è ancora in grado di trattenere le cellule nel sangue. Nelle urine passano così esclusivamente le proteine (ricordiamo che le urine normali sono quasi totalmente aproteiche nel paziente sano) dando una (1) proteinuria consistente superiore a 3,5 gr/die, (2) ipoalbuminemia e (3) edemi dati dalla diminuita pressione oncotica del sangue. Ricordiamo che anche nella sindrome nefritica è presente la proteinuria, solo che il rene non è in grado di mantenere un filtraggio adeguato per sostenere perdite importanti (come avviene invece nella nefrosica).
- Anomalie urinarie isolate: ossia una alterazione dell'esame delle urine non ascrivibile direttamente a nessuna delle due sindromi precedenti e soprattutto priva di sintomi per il paziente (proteinuria, microematuria...). Molte glomerulonefriti infatti possono rimanere silenti per anni e manifestarsi solo in stadi molto avanzati, per questo è sempre bene parlare con il proprio medico quando si riscontra un esame anomalo delle urine, anche se non si hanno sintomi o se non si avverte alcun malessere;
- Insufficienza renale cronica: questa è la via comune finale per ciascuna malattia renale e dunque anche per tutte le glomerulonefriti. In questo caso, il danno è talmente esteso e prolungato nel tempo che il rene non riesce più a recuperare la capacità filtrante originaria, perciò l'intero parenchima va incontro a fibrosi.

Questi quadri non vanno intesi come contenitori rigidi e dicotomici, bensì come uno spettro di manifestazioni che varierà da paziente a paziente: inoltre, con l'eccezione di alcune forme con danno molto localizzato (ad ex. la GN a lesioni minime), la stessa malattia può manifestarsi in modo diverso nelle diverse persone secondo fattori che valuterà poi il medico al momento dell'anamnesi e della diagnosi.

## Classificazione
Le GN si possono classificare secondo vari criteri o varie definizioni: qua proporremo una classifica abbastanza trasversale che cerchi di mettere assieme tutti i punti principali di ciascuna malattia.
- Forme proliferative in cui sono presenti infiltrati cellulari. È la categoria più numerose ed include:
  - GN post-infettiva: gli immunocomplessi qua sono dovuti ad un antigene infettivo, spesso infatti si manifesta alcuni giorni o settimane dopo un'infezione (classicamente la tonsillite streptococcica).
  - Nefropatia da IgA o malattia di Berger: dovuta ad un difetto plasmacellulare, cioè ad anticorpi tipo IgA difettosi che si accumulano nel siero e, da qui, nel glomerulo (una volta complessati con IgG o IgM).
  - GN membranosa: dovuta alla formazione in situ degli immunocomplessi in sede sottoepiteliale, non è propriamente una forma proliferativa perché manca spesso un vero e proprio infiltrato. Può essere secondaria a HBV, HCV, echinococcosi, lupus, anemia a cellule falciformi ed anche a diversi carcinomi per la produzione e l'accumulo di antigeni nella membrana basale glomerulare che viene così attaccata da due versanti: dall'esterno per i depositi sottoepiteliali (visibili in colorazione tricromica) e dall'interno per spikes della lamina dei capillari, che assumono un aspetto a pettine (visibile in colorazioni argentiche).
  - GN membrano-proliferativa: può presentarsi talvolta come nefritica, talvolta come nefrosica. La sua origine ancora è oscura ed i depositi formati non sembrano ascrivibili ad alcun immunocomplesso: tuttavia anche qua permane una forte attivazione del complemento ed una certa proliferazione mesangiale.
  - Complesso della GN rapidamente progressiva: merita una menzione a sé stante perché può rappresentare una malattia a sé stante (tipo I o sindrome di Goodpasture), oppure una forma iperacuta di altre GN (tipo II, ex. quella di Berger o la post-infettiva) od ancora l'esito renale di una vasculite (tipo III, legata ad anticorpi anti-ANCA). Viene anche detta GN crescentica per la presenza delle tipiche semilune all'esame istologico, data dall'otturamento dei glomeruli con fibrina e cellule infiammatorie, tuttavia semilune di questo tipo possono ritrovarsi (seppur in minor quantità) anche nelle altre GN.
- Forme laminari o podocitopatie: queste in realtà si possono considerare come un'unica malattia che progredisce attraverso tre fasi, tuttavia questi non sempre vengono attraversati in questo ordine e talvolta già all'esordio si manifesta come una malattia di grado avanzato. Sono tutte essenzialmente nefrosiche:
  - Glomerulopatia a lesioni minime: in cui il glomerulo è anatomicamente sano, ma incapace di trattenere le proteine perché privo di cariche elettriche negative (normalmente servono proprio a respingere, per forza di Coulomb, le proteine sanguigne ed evitare così che filtrino nelle urine). Tipicamente è genetica ed è la forma più frequente di sindrome nefrosica in età pediatrica;
  - Glomerulosclerosi segmentaria e focale: oltre alla perdita delle cariche anioniche, si assiste ad un danno del podocita che si distacca dalla sua lamina basale.
  - Glomerulosclerosi mesangiale diffusa o glomerulopatia collassante con abnorme ed erronea proliferazione dei podociti.